# 57879 Cesarechiosi
57879 Cesarechiosi este un asteroid din centura principală de asteroizi.

## Descriere
57879 Cesarechiosi este un asteroid din centura principală de asteroizi. A fost descoperit pe 2 ianuarie 2002 la Cima Ekar în cadrul programului Asiago-DLR Asteroid Survey. Asteroidul prezintă o orbită caracterizată de o semiaxă mare de 2,75 ua, o excentricitate de 0,15 și o înclinație de 9,5° în raport cu ecliptica.